# ТЕС Вірінакі
ТЕС Вірінакі (Whirinaki) – теплова електростанція на східному узбережжі Північного острова Нової Зеландії.
В 1976 році на майданчику станції ввели в дію вісім встановлених на роботу у відкритому циклі газових турбін розробки Pratt and Whitney типу FT4, що були вироблені британською Parsons Peebles. Їх встановили на роботу попарно (TwinPak) і кожна така установка мала потужність 54 МВт, що забезпечувало загальний показник у 216 МВт.
В 1993-му одну з установок вивели з експлуатації та передали в Те-Авамату для когенераційної станції молочного заводу компанії Anchor Products.
В 2001-му три інші установки зупинили та продали для австралійської ТЕС Воллей-Пауер.
Натомість в 2004-му запустили нову станцію, що мала виконувати функцію резерву енергосистеми. Вона отримала шість встановлених на роботу у відкритому циклі газових турбін Pratt and Whitney FT8, які так само мали працювати попарно (TwinPak). Кожна така установка може видавати 51,6 МВт, що забезпечує станції загальний показник у 155 МВт.
Як паливо ТЕС використовує нафтопродукти. Існує можливість роботи на природному газі, проте район розташування станції не газифіковано (також можливо відзначити, що станом на першу половину 2020-х газовидобувна галузь країни переживає кризу та не може повноцінно забезпечувати навіть старих споживачів).